# Weibliche Intuition
Mit dem Begriff weibliche Intuition wird ausgedrückt, dass die als Intuition bezeichnete menschliche Begabung einer besonderen geschlechtsspezifischen Differenzierung unterliege. Der Unterschied kann darin bestehen, dass Frauen diese Begabung häufiger anwenden oder sich häufiger erfolgreich darauf verlassen.

## Wissenschaftliche Untersuchung
In der Öffentlichkeit beachtet wurde im Jahre 2005 eine wissenschaftliche Studie des Psychologieprofessors Matthew D. Lieberman aus dem Jahr 2000, die unter anderem eine mögliche biologische Basis für das Phänomen „weibliche Intuition“ untersucht.
Im Rahmen des Edinburgh Science Festivals führte Richard Wiseman damals eine Erhebung mit 15.000 Teilnehmern durch. Er zeigte seinen Probanden eine Reihe von jeweils zwei Fotografien, auf denen dieselbe Person zu sehen war: einmal mit einem echten Lächeln, das zweite mit einem „falschen“ Lächeln. Aufgrund anderer Forschungsergebnisse erwartete er, dass Frauen das falsche Lächeln leichter erkennen und entsprechend war die Selbsteinschätzung: 77 % der Frauen schätzten sich als „sehr intuitiv“ ein, verglichen mit 58 % der Männer. Die tatsächlichen Ergebnisse widersprechen dieser Hypothese: Die Männer erkannten das falsche Lächeln beim anderen Geschlecht in 76 % der Fälle, die Frauen hingegen nur in 67 %. Insgesamt lag die Erfolgsquote der Männer bei 72 %, die der Frauen nur bei 71 %. Die Interpretationen reichen von der Aussage, „dass weibliche Intuition nichts als ein Mythos sei“ bis zu Wisemans Worten, „Vielleicht haben die Männer inzwischen gelernt, auf ihr Bauchgefühl zu hören“.

## Ausprägungen
Der weiblichen Intuition im Sinne von Einsicht in Zusammenhänge und Erkenntnisgewinnung ohne rationale Schlüsse wird häufig die männliche Logik bzw. die männliche Vernunft als Weg der Erkenntnisgewinnung gegenübergestellt.
Bei der Entscheidungsfindung mittels Intuition können zwei Ausprägungen unterschieden werden, einmal die auf Verstand beruhende Intuition, bei der Fakten unbewusst verarbeitet werden, und zum anderen eine reine Gefühlsentscheidung. Letztere wäre das, was mit „weiblicher Intuition“ gemeint ist.
In diesem Sinne verstanden, wird die weibliche Intuition als Flucht aus der aufgeklärten und vernünftigen Terminologie betrachtet, und deswegen u. a. von feministischen Gruppen kritisiert.
Andererseits wird die weibliche Intuition dafür gepriesen, die aufgeklärte Terminologie zu überwinden und andere menschliche, insbesondere weibliche Fähigkeiten zum Vorschein zu bringen. In diese Richtung gibt es Kurse unter dem Titel „Weibliche Intuition“, die anbieten, „zu unserem Instinktwissen zurückzufinden“. In ähnlichem Sinne wird die weibliche Intuition als Erscheinungsform des Mutterinstinkts dargestellt.

## Herkunft
Die Ethnologin Margaret Mead schrieb in ihrer Autobiographie:

“Because of their age-long training in human relations — for that is what feminine intuition really is — women have a special contribution to make to any group enterprise.”

„Durch ihre jahrtausendelange Schulung auf dem Gebiet menschlicher Beziehungen – denn das ist es, was weibliche Intuition bedeutet – haben Frauen zu allen Gemeinschaftsunternehmungen einen besonderen Beitrag zu leisten.“

Von einer Bochumer Romanisten-Forschergruppe wird der Diskurs über die weibliche Intuition auf die französische Aufklärung zurückgeführt, wo die Frau über ihre höhere sensibilité hervorgehoben wurde.

## Aphorismen
Die männlichen Reaktionen auf die behauptete weibliche Intuition reichen von galanter Bestätigung bis zu Aphorismen und Spott über Verhaltensweisen und Begründungen, welche sich auf weibliche Intuition stützen.
- „Die vielgerühmte weibliche Intuition ist nichts anderes als die große Durchsichtigkeit der Männer.“ (George J. Nathan)
- „Intuition ist der eigenartige Instinkt, der einer Frau sagt, dass sie recht hat, gleichgültig, ob das stimmt oder nicht.“ (Oscar Wilde)